# Gnome Cars
Gnome Cars war ein britischer Automobilhersteller aus London, der von 1925 bis 1926 existierte. 1926 übernahm Nomad Cars Ltd. das Unternehmen.
Der Gnome 3/8 hp war ein besonders primitives Cyclecar. Der einsitzige, offene Roadster besaß keine Federung. Angetrieben wurde er von einem vorne eingebauten, luftgekühlten Einzylinder-Zweitaktmotor mit 343 cm³ Hubraum. Der Kühlergrill war nur eine Attrappe. Der Radstand des Wagens betrug 2032 mm, seine Länge 2870 mm und seine Breite 1320 mm. Er wog lediglich 254 kg.

## Modelle
| Modell | Bauzeitraum | Zylinder | Hubraum | Radstand | Gewicht |
| ------ | ----------- | -------- | ------- | -------- | ------- |
| 3/8 hp | 1926        | 1        | 343 cm³ | 2032 mm  | 254 kg  |